# Stetten am kalten Markt
Stetten am kalten Markt è un comune tedesco di 4 821 abitanti, situato nel land del Baden-Württemberg.